# Maculinea hironobui
Maculinea hironobui är en fjärilsart som beskrevs av Sugitani 1934. Maculinea hironobui ingår i släktet Maculinea och familjen juvelvingar. Inga underarter finns listade i Catalogue of Life.